# 马铎
马铎（1366年—1423年），字彥聲，號梅岩，福建福州府长乐县人，明朝政治人物，永樂年間狀元。初授翰林院修撰。官至翰林學士、國子監祭酒。

## 生平
元惠宗元统二十六年（1366年），马铎生于商人家庭。永乐十年（1412年）壬辰科中一甲第一名進士（状元），授翰林院修撰，深得明成祖信任，被命辅佐太子朱高炽。官至国子监祭酒。马铎生性耿直，爱读书、鼓琴。永乐二十一年（1423年）病卒，葬于长乐县岱西龙台山。杨士奇作墓志。

## 著作
有《梅岩集》。

## 轶事
傳言永乐十六年（1418年）戊戌科状元李骐是他的同母异父弟。然而與二人墓志銘不符。二人也同在长乐县六平山东溪精舍陈洵仁门下读书。

## 遗迹
福州市长乐区潭头镇岭南村有马铎故居。现为长乐区文物保护单位。

## 文化
闽剧中有传统剧目《马铎一日君》。